# 469 هـ
469 هـ هي سنة في التقويم الهجري امتدت مقابلةً في التقويم الميلادي بين سنتي 1076 و1077.

## أحداث
- معركة الرحلين: معركةٌ فاصلة بين القرامطة والعيونيون.
- نشوء دولة العيونيين في الأحساء محلَّ دولة القرامطة.

## مواليد
- محمد بن أحمد بن بشر المروزي

## وفيات
- ابن بابشاذ
- حاتم بن محمد
- ابن حيان القرطبي
- ابن سهل الأندلسي